# Pomorsko

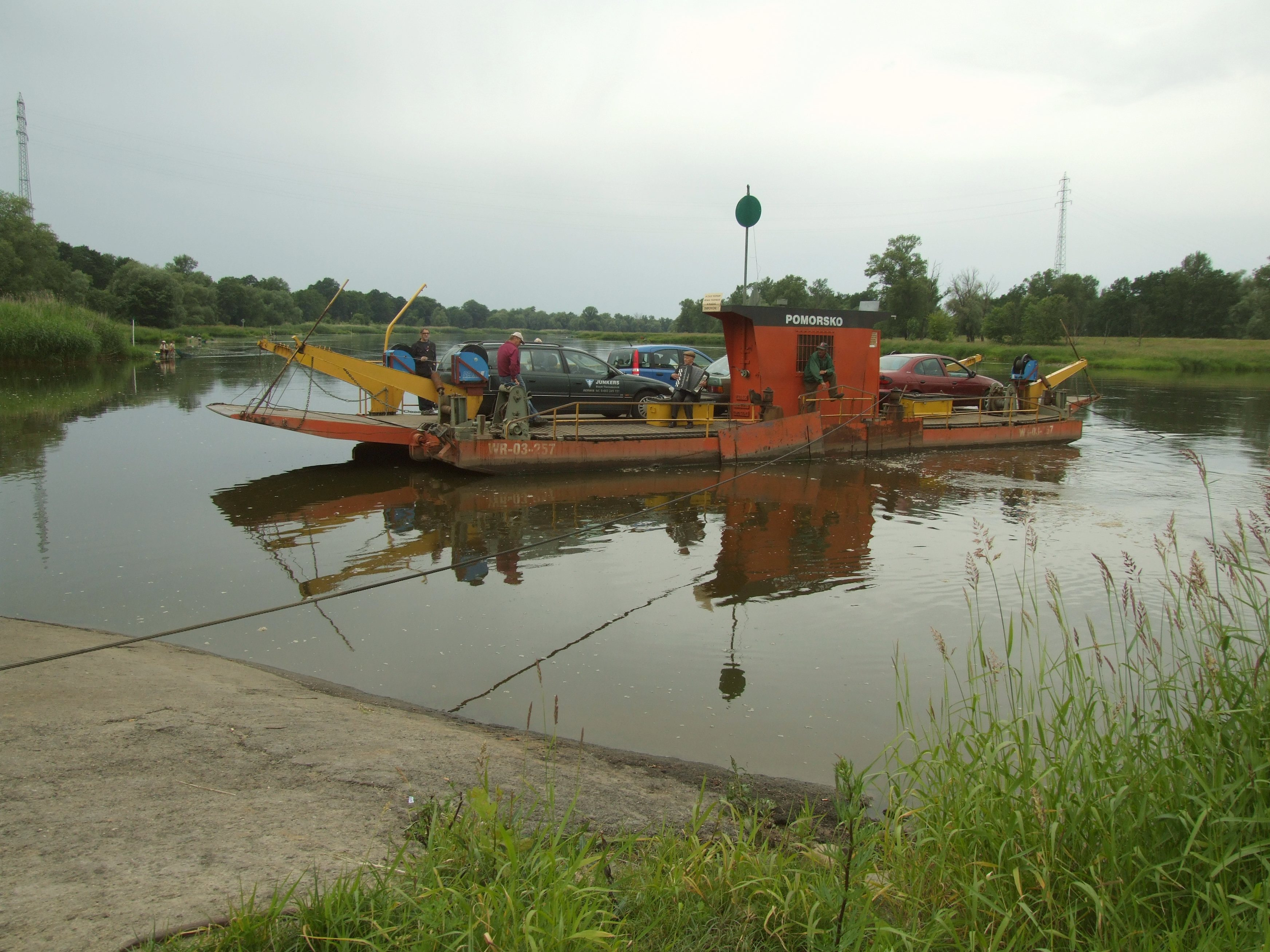
Przeprawa promowa

Pomorsko (niem. Pommerzig) – wieś sołecka w zachodniej Polsce, w województwie lubuskim, w powiecie zielonogórskim, w gminie Sulechów, usytuowana na prawym brzegu Odry, około 12 km od Sulechowa. Zamieszkiwana przez 565 osób (stan na 30 czerwca 2025).
W latach 1945–1950 miejscowość zlokalizowana była w powiecie krośnieńskim, zaś w latach 1951–1975 w powiecie sulechowskim. W latach 1954–1972 siedziba gromady Pomorsko. W latach 1975–1998 usytuowana w województwie zielonogórskim.
Przez miejscowość przebiega droga wojewódzka nr 278, a kończy bieg droga wojewódzka nr 281, funkcjonuje również przeprawa promowa na Odrze. Do 13 grudnia 2009 funkcjonował tu przystanek kolejowy Pomorsko na linii kolejowej nr 358 Zbąszynek – Guben.
W 2009 r. w miejscu starego, nieczynnego basenu wybudowano kompleks boisk sportowych w ramach programu „Moje Boisko - Orlik 2012”. W jego skład wchodzą oświetlone: boisko wielofunkcyjne do koszykówki i siatkówki oraz budynek szatniowo-sanitarny. W 2011 r. wybudowany został nowy plac zabaw dla dzieci, niedaleko świetlicy wiejskiej. Pomorsko posiada Ochotniczą Straż Pożarną i remizę. 
Przedwojenne Pomorsko należało do jednych z największych miejscowości wiejskich w dawnym powiecie Crossen (Oder), plasując się na 4. miejscu pod względem liczby mieszkańców – 1252 w 1939 r. (ówczesne Pommerzig było zatem ponad dwukrotnie większe od obecnego Pomorska).

## Historia
Pomorsko zostało po raz pierwszy wzmiankowane w dokumentach w 1409 r. jako Pomoroczek i 1469 r. jako Pomornicze. W XVI wieku (1565 r.) właścicielem wsi był Lesław, później Kalekreuthowie, a następnie von Schmettow. Po ostatnim właścicielu, którego ród pochodzi z Danii, został pałac z XVIII w. Pałac, rodzina Schmettow utraciła za długi i przeszedł on w 1928 r. na rzecz państwa niemieckiego. W 1482 r. Pomorsko znalazło się w rękach Brandenburgii. Wcześniej wchodziły w skład Księstwa głogowskiego. Ziemie te odtąd nazywane były Księstwem krośnieńskim. W 1565 r. Pomorsko było w rękach von Ladislaus Kalckreuter, a w 1566 r. należało do braci Bastiana i Hansa Ralfreuthfchen. Hans żył o 6 lat dłużej od Bastiana i w 1586 r. panem w Pomorsku został Christoff Kalckreutt, prawdopodobnie syn Hansa. Od 1644 r. majątek został powiększony i pozostał do ok. 1726 r. w rękach Klieder, kiedy przeszedł na Gottfrieda Wilhelma Barona von Schmettau, porucznika kawalerii króla duńskiego, właściciela Brodów, Kosobudza, Sorgo, który kupił majątek za 60 tys. talarów. Był założycielem majoratu powstałego już w XVIII w. Trzema pierwszymi właścicielami rodu von Schmettau po G. Wilhelmie byli: Gottfried Henryk Reichsgraf od 1742 r. do 1762 r., Gottfried Henryk Leopold do 1812 r., August Bogusław Leopold Gotfried do 1816. W związku z tym, że ten ostatni miał tylko córki, Majorat przeszedł w ręce syna Reichsgrafa- Barnarda Aleksandra Gottfrieda von Schmettau, młodszego syna Gottfrieda Henryka Leopolda i w rękach tych potomków był do połowy XIX wieku. Założyciele Majoratu przez wszystkie lata co roku zmuszeni byli przeznaczać datek na renowację pałacu. Wybudowali również kościół w Pomorsku, w którym umieszczono ich portrety. Budowla jednak była na tyle słaba, że w drugiej połowie XIX w. musiano na nowo wybudować kościół.

## Skarb z Pomorska
Przed 1939 r. w miejscowości Pomorsko odkryto skarb. Drogą zakupu został pozyskany przez Gabinet Numizmatyczny do Museum für Hamburgische Geschichte w Berlinie. Trafiła tam niestety tylko część skarbu. W przeważającej mierze składał się z silnie pokawałkowanego srebra, głównie monet i ozdób. Określono 187 i 374 egzemplarze monet europejskich, poza tym znajdowało się tam ok. 220 g monet nieczytelnych. Udało się określić, że mniej więcej połowa tych monet to fragmenty monet orientalnych. W skład monet wchodziły w większości denary niemieckie, zwłaszcza denary Ottona i Adelajdy. W skarbie występują również monety czeskie, włoskie, bizantyjskie, angielskie i skandynawskie, lecz w bardzo niewielkiej liczbie. Najpóźniejszą z monet wchodzącej w skład skarbu datuje się po 1006 r. Znaleziono również ok. 100 g fragmentów ozdób.

## Zabytki
Do wojewódzkiego rejestru zabytków wpisany jest:
- zespół pałacowy z XVIII w.-XX w.:
  - pałac
  - oficyna
  - dom obok bramy wjazdowej
  - park

inne zabytki:
- Kościół św. Wojciecha, zbudowany w stylu neogotyckim w 1858 r., z przeznaczeniem dla ewangelików, od 1945 r., po wyzwoleniu wsi w posiadaniu rzymsko-katolików. Pomorsko należy do parafii Nietkowice
- poniemiecki cmentarz i krypta znajdują się obok kościoła.